# لوت جاكوبي
لوت جاكوبي (بالألمانية: Lotte Jacobi)‏ (و. 1896 – 1990 م) هي مصورة من ألمانيا، والولايات المتحدة، ولدت في تورون، توفيت في كونكورد، نيوهامبشر، عن عمر يناهز 94 عاماً.

## جوائز
حصلت على جوائز منها:
- جائزة إنجاز العمر للتجمع النسائي للفن [الإنجليزية]‏ (1983)
- جائزة الدكتور إيريش سالومون [الإنجليزية]‏.

## روابط خارجية
- لوت جاكوبي على موقع الموسوعة البريطانية (الإنجليزية)
- لوت جاكوبي على موقع ديسكوغز (الإنجليزية)